# Адищево (Добрянский городской округ)
Адищево — деревня в Добрянском районе Пермского края. Входит в состав Краснослудского сельского поселения.

## Географическое положение
Расположена на крайнем юге Добрянского района, на берегу Чусовского залива Камского водохранилища. Непосредственно к западу от деревни проходит автомобильная дорога Пермь — Березники, а к северу от неё проходит железная дорога Пермь — Углеуральская (ближайшая ж/д станция — Пальники).

## Население
| 2009 | 2010 |
| ---- | ---- |
| 2    | ↗4   |

## Улицы
- Заречная ул.
- Купеческая ул.
- Мира ул.
- Набережная ул.
- Паромная ул.
- Радужная ул.
- Рябиновая ул.
- Тихая ул.
- Чусовская ул.

## Топографические карты
- Лист карты O-40-65 Пермь. Масштаб: 1 : 100 000. Издание 1979 г.